# Goh Chok Tong

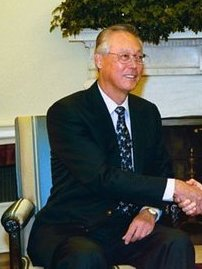
Goh Chok Tong i Vita huset 2004.

Goh Chok Tong (kinesiska: 吴作栋), född 20 maj 1941 i Singapore, är en singaporiansk politiker som var landets andre premiärminister från 28 november 1990 till 12 augusti 2004. Han efterträdde Lee Kuan Yew och efterträddes själv 2004 av Lee Hsien Loong.

## Tidigt liv
Goh föddes i en enkel hokkienfamilj och studerade vid Raffles Institution från 1955 till 1960. Han tog examen i ekonomi vid Singapores universitet och studerade sedan utvecklingsekonomi vid Williams College i USA. Därefter återvände han till Singapore där han arbetade som tjänsteman.

## Karriär vid Neptune Orient Lines, 1969 till 1977
1969 började Goh arbeta vid Neptune Orient Lines (NOL), där hans karriär snabbt gick framåt och han blev verkställande direktör 1973. NOL uppnådde imponerade finansiella resultat under hans tid som VD.

## Tidig politisk karriär
I valet 1976 valdes Goh till parlamentsledamot för People's Action Party (PAP). Han fick en post i finansdepartementet. 1981 blev han handels- och industriminister. Senare innehade han andra ministerposter, däribland hälsominister och försvarsminister.
1985 blev Goh förste vice premiärminister och började ta ansvar för regeringen i ett noggrant planerat ledarskifte. Enligt Lee Kuan Yew var hans favorit som efterträdare Tony Tan, men Goh valdes av den andra generationen PAP-ledare, som Tony Tan, S Dhanabalan och Ong Teng Cheong, och Lee accepterade deras beslut.

## Premiärminister 1990 till 2004
28 november 1990 blev Goh den andre premiärministern i Singapore, då han efterträdde Lee Kuan Yew. Lee kvarstod som inflytelserik medlem av kabinettet och innehade posten Senior Minister. Goh avfärdades i början av kritiker som en svag övergångsfigur som skulle bereda mark för Lee Hsien Loong.

## Senior Minister från 2004
12 augusti 2004 avgick Goh som premiärminister och har posten som Senior Minister i Lee Hsien Loongs regering. 20 augusti 2004 blev Goh ordförande för centralbanken. Han förekom 2006 i spekulationer om tänkbara kandidater till att bli FN:s generalsekreterare.